# Dactylopius

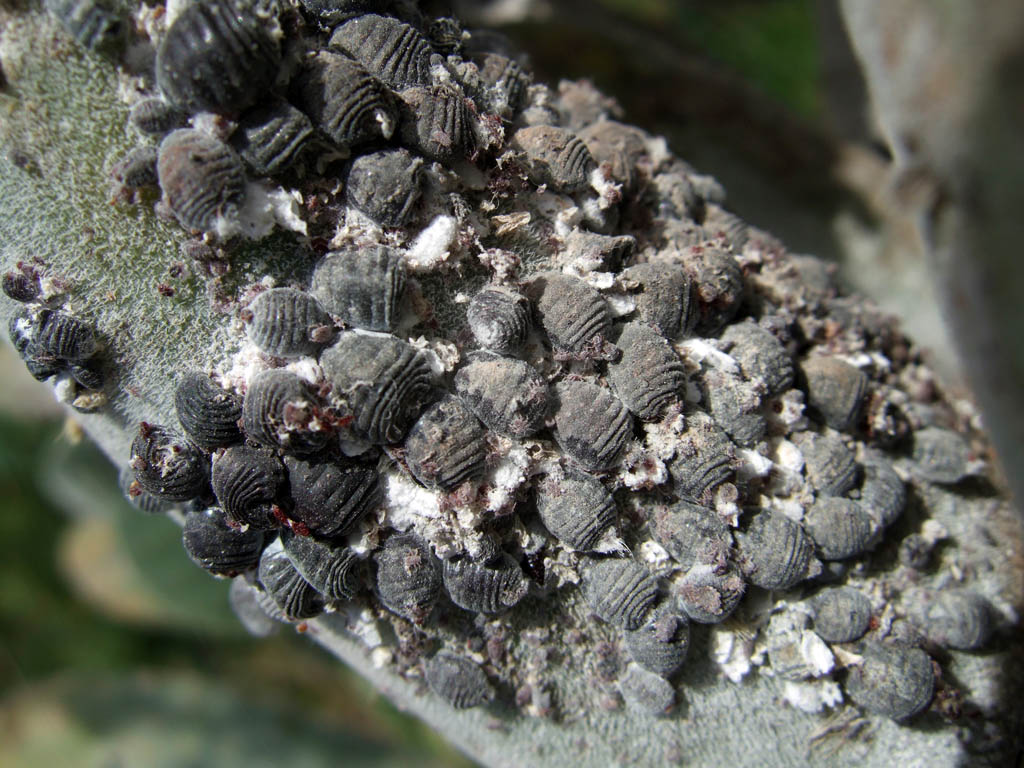
Колония Мексиканская кошениль|мексиканской кошенили (Dactylopius coccus)

Dactylopius (лат.) — род червецов подотряда Sternorrhyncha из отряда полужесткокрылых насекомых, единственный в составе семейства Dactylopiidae Signoret, 1875. Ассоциированы с кактусами, соками которых они питаются, преимущественно из рода Opuntia. Включает такой известный вид как мексиканская кошениль (Dactylopius coccus), из самок которых (их длина 2—4 мм, самцов 10—12 мм) добывают вещество, используемое для получения красного красителя — кармина.

## Распространение
Встречаются повсеместно, наибольшее разнообразие отмечено в Неотропике. Австралийская область, Афротропика, Неарктика, Неотропика, Ориентальный регион, Палеарктика.

## Систематика
10 видов. Первый вид рода (Coccus tomentosus Lamarck, 1801, ныне Dactylopius tomentosus) был описан в 1801 году Жаном Батистом Ламарком с кактусов из оранжереи Национального музея естественной истории в Париже (однако типовые экземпляры были утеряны и таксон был переописан). Группа была впервые выделена в 1875 году французским энтомологом Виктором Синьорэ (1816—1889), одним из первых крупнейших специалистов по Coccoidea. Статус семейства был предложен в 1914 году немецким зоологом Гюнтером Эндерляйном (1872—1968). Молекулярные данные ядерных (18S rDNA) и митохондриальных генов (cytochrome oxidase II) вместе с кладистическим анализом морфологических параметров самок и самцов показали, что Dactylopius близки к семейству Eriococcidae и являются их специализированной формой.
- Dactylopius austrinus De Lotto, 1974[4]
- Dactylopius bassi (Targioni Tozzetti) Ben-Dov & Marotta, 2001 — Мексика
- Dactylopius ceylonicus (Green) Sanders, 1909
- Dactylopius coccus Costa, 1835 — мексиканская кошениль
- Dactylopius confertus De Lotto, 1974[5] — Аргентина
- Dactylopius confusus Cockerell, 1902
- Dactylopius opuntiae Cockerell, 1929
- Dactylopius salmianus De Lotto, 1974[5] — Аргентина
- Dactylopius tomentosus (Lamarck)Cockerell, 1902
- Dactylopius zimmermanni De Lotto, 1974[5]